# Ministre
|  | Per a altres significats, vegeu «ministre (desambiguació)». |

Un ministre o una ministra és un agent del poder governamental que està al capdavant d'un ministeri o departament, per exemple el Ministeri de Finances, el Ministeri de Defensa o el Ministeri de Sanitat. Dirigeix els departaments que estan sota el seu comandament, representa a l'Estat en el qual concerneix el seu ministeri i representa la seva administració dintre del govern. En general, actua sota l'adreça d'un primer ministre (a França o el Regne Unit, per exemple), un president del Govern (Espanya), un canceller federal (Alemanya i Àustria) o president (Estats Units d'Amèrica). Sol ser responsable davant el poder legislatiu de la correcta execució dels serveis que dirigeix.

## En el dret polític espanyol
En el dret polític espanyol els ministres són els càrrecs principals del poder executiu. Es poden comparar amb els secretaris d'estat dels Estats Units d'Amèrica. El càrrec de primer ministre, o cap de govern, a Espanya rep el nom de President del Govern.
D'acord amb la Constitució de 1978 el govern, dirigeix la política interior i exterior, l'administració civil i militar i la defensa de l'Estat. Exerceix la funció executiva, és a dir, el compliment de les lleis dictades per la Poder Legislatiu, i la potestat reglamentària de la Constitució i les Lleis, dit amb altres paraules, dicte reglaments, i els anomenats decrets, que es poden considerar lleis d'àmbit inferior amb la finalitat d'aplicar les Lleis pròpiament dites, és a dir la Constitució i les Lleis.
Segons l'article 100 de la Constitució els membres del govern, els ministres, són nomenats i separats dels seus càrrecs pel Rei segons la proposta del President del Govern.
El govern cessa després de la celebració d'eleccions generals, en cas de pèrdua de la confiança parlamentària, o per dimissió, o mort del seu President.
La responsabilitat criminal del President i dels ministres és exigible davant el Tribunal Suprem. L'acusació de traïció només pot ser plantejada per iniciativa de la quarta part dels membres del Congrés i amb l'aprovació de la majoria absoluta. En aquests casos no es pot aplicar la prerrogativa reial de gràcia.